# Turó Caracol
El Cerro Caracol és una fita geogràfica de la ciutat de Concepción, Xile. És conegut com el pulmó verd de la ciutat, per la gran quantitat de repoblament i flora que conté. Com a àrea recreativa s'ha «fusionat» amb el Parc Equador, el qual se situa a les faldilles del turó.
El turó s'estén per més de 1200 ha de variada i abundant vegetació, i la seva alçada màxima és de 250 metres. Posseeix diversos senders i camins per a vehicles motoritzats que permeten la realització de passejades, senderisme o ciclisme.
Està obert durant tot l'any, el seu accés és gratuït i la seva administració està a càrrec de la Municipalitat de Concepción i CONAF.
En l'ascens del turó es troben diversos miradors emmurallats des d'on és apreciable la ciutat. Pujant pel carrer Veterans del 79, es troba la Casa Dr Wilhelm, i en un dels cims del turó hi ha el Mirador Alemany.

## Toponímia

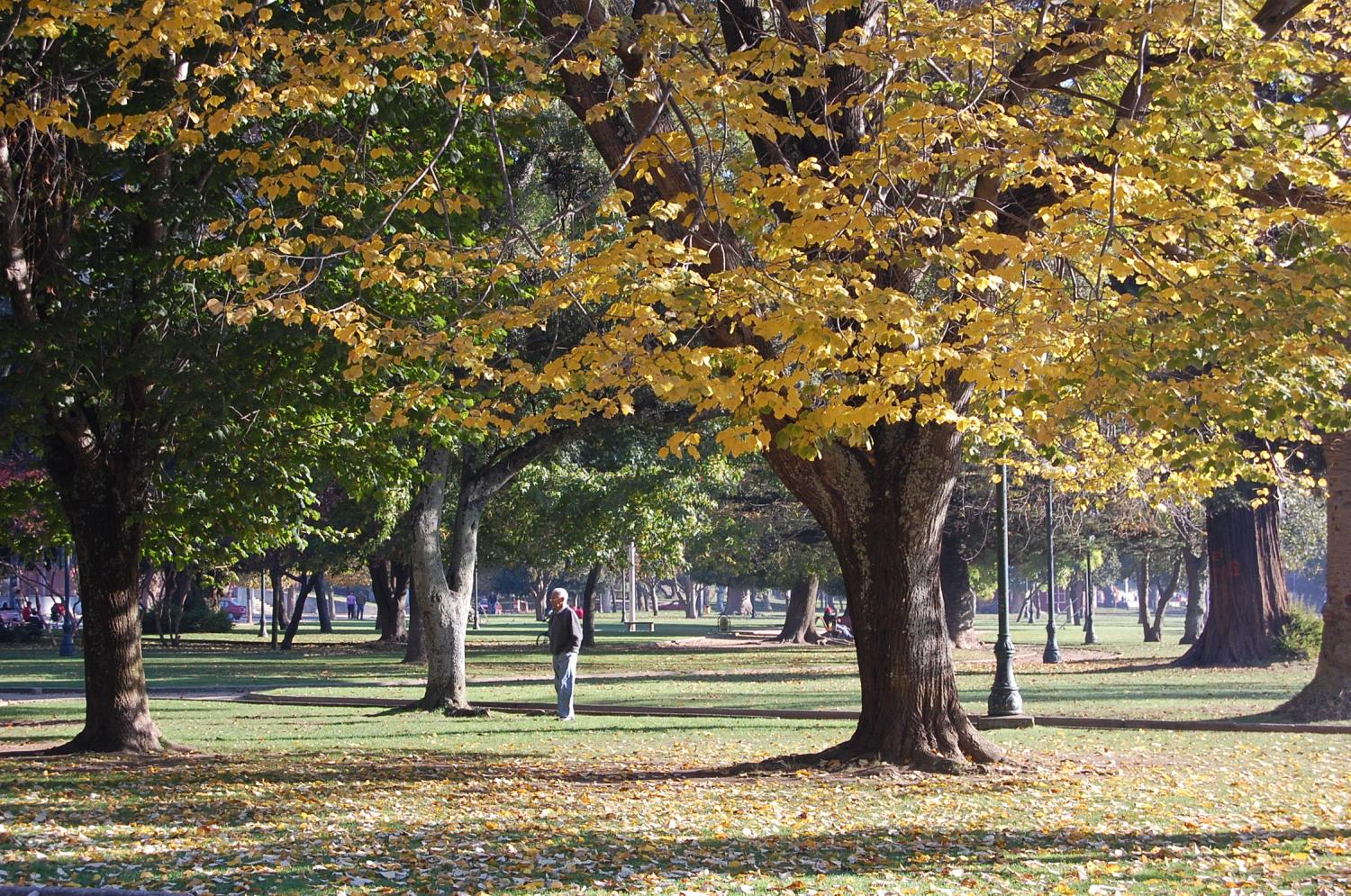
Parc Equador, a les faldes del turó

El científic Carlos Oliver Schneider va observar que en un pla datat en 1774, amb Concepción i a traslladat des de l'actual Penco i emplaçat en la seva ubicació actual, l'ara anomenat Turó Caragol estava indicat amb el nom d'Altacura, on «cura» a mapudungun vol dir «pedra» i, per tant, en un híbrid de l'idioma i l'espanyol significaria «pedra alta». Aquest nom probablement es deuria a una enorme pedra granítica-diorítica situada on ara hi ha el Mirador Alemany.
El nom actual, però, es deu a la forma del traçat del camí ral que va manar a construir Ambrosio O'Higgins sobre el turó, de manera d'evitar les inundacions d'aquest durant l'hivern, producte de les pluges i la crescuda del Riu Biobío. Aquest camí es deia La Laxa, i connectava a la ciutat de Concepción amb Hualqui, Rere i Los Ángeles, pujant en el seu primer tros pel turó, a través de l'actual avinguda Els Aromos, i continuant l'ascens zigzaguejant en forma de caragol fins al cim.

## Mirador Alemany

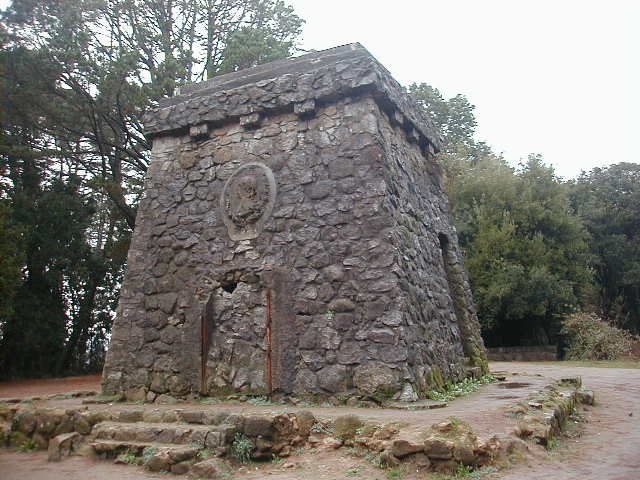
Mirador Alemany, al cim del turó.

En un dels cims del turó hi ha una mena d'oval. Al voltant d'aquest hi ha banques i en el centre, el Mirador Alemany. Aquest té una gran connotació històrica a la ciutat.
Va ser construït el 1910 per Arturo Junge Sahr per motiu del centenari, i finançat per la colònia alemanya que vivia a la ciutat en honor del canceller alemany Otto von Bismarck. Aquesta correspon a l'única Torre Bismarck que va ser construïda en tota Amèrica.
És una de les fites històriques penquistes més rellevants pel seu emplaçament i antiguitat.